# زنبورها در تله
«زنبورها در تله» (به انگلیسی: Beez in the Trap) تک‌آهنگی از هنرمند اهل ترینیداد و توباگو نیکی میناژ، ۲چینز است که در ۲۹ مه ۲۰۱۲ منتشر شد. این تک‌آهنگ در آلبوم جمعه صورتی: نسخه جدید رومن قرار داشت.
این تک‌آهنگ در چارت‌های جزو ده ترانه اول قرار گرفت.